# Gare de Mesnil-Clinchamps
Pour les articles homonymes, voir Gare de Mesnil.
La gare de Mesnil-Clinchamps est une ancienne gare ferroviaire française de la ligne d'Argentan à Granville, située sur le territoire de la commune de Mesnil-Clinchamps, dans le département du Calvados, en région Normandie.

## Situation ferroviaire
Établie à 150 m d'altitude, la gare de Mesnil-Clinchamps était située au point kilométrique (PK) 82,602 de la ligne d'Argentan à Granville, entre la gare de Vire et l'ancienne gare de Saint-Sever.